# الإلغاء المالي للطابع
الإلغاء المالي للطابع أو طابع بريد ملغى مالياً في مجال هواية جمع طوابع البريد بواسطة ختم بريد ذو رمز X - هو إلغاء على الطابع يشير إلى أن الطابع قد استُخدم لأغراض مالية (ضريبية).
قد يكون الطابع إما أن يكون طابعاً للإيرادات مخصصاً للاستخدام الضريبي فقط، أو قد يكون طابعاً مزدوج الغرض صالحاً للاستخدام البريدي والضريبي معاً.

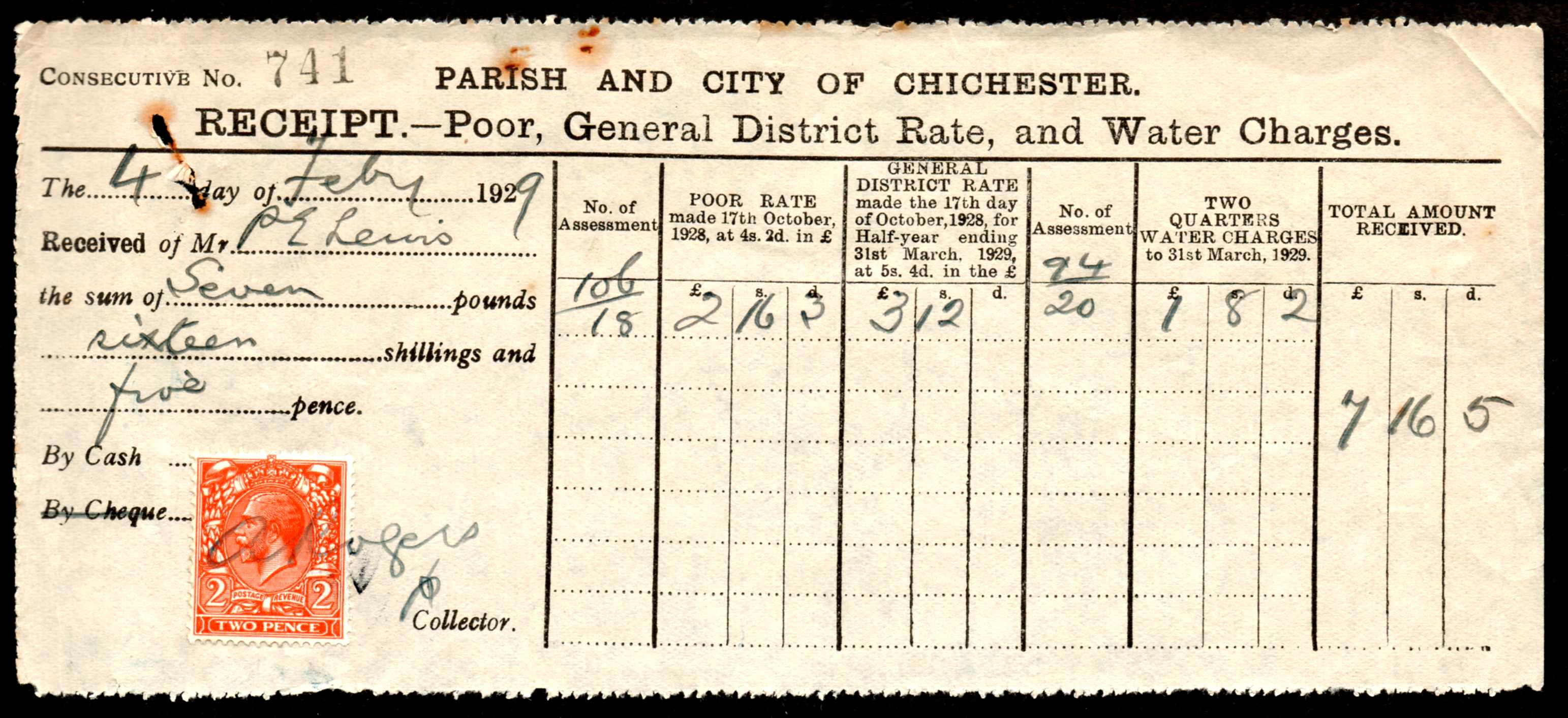
إيصال من عام 1929 يُظهر طابع بريد ملغى بإلغاء مالي

## أنواع الإلغاءت المالية للطابع
تتخذ الإلغاءات المالية أشكالاً متنوعة:
- الإلغاءات بواسطة الشطب بالقلم ذات الصليب البسيط أو الأحرف الأولى أو علامات أخرى.
- الإلغاءات بواسطة التثقيب للطابع.
- ختم ذو نقش أو إلغاء بواسطة النقش.
- إتلاف سطح الطابع باستخدام أسطوانة مسننة.
- القطع المتوازي المتعدد.[3][4]
- إلغاءات الطوابع بختم يدوي مشابه لختم البريد على الطابع والتي قد تكون بالحبر الأرجواني أو الأحمر بدلاً من الأسود المفضل لإلغاء الطوابع البريدية.
- التمزق أو الأضرار المادية الأخرى التي لحقت بالطابع.

أمثلة على ذلك:

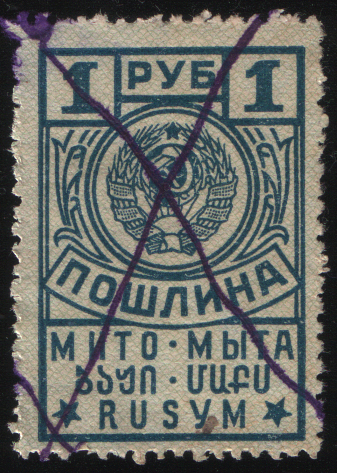
طابع الإيرادات الروسي الملغى بالقلم
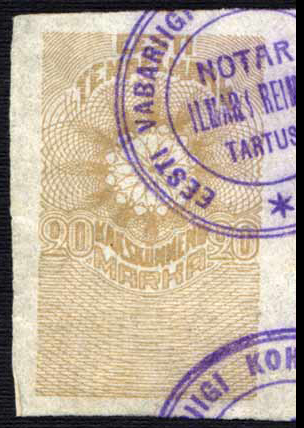
طابع إيرادات إستوني عليهِ ختم إلغاء يدوي ذو لون أرجواني.
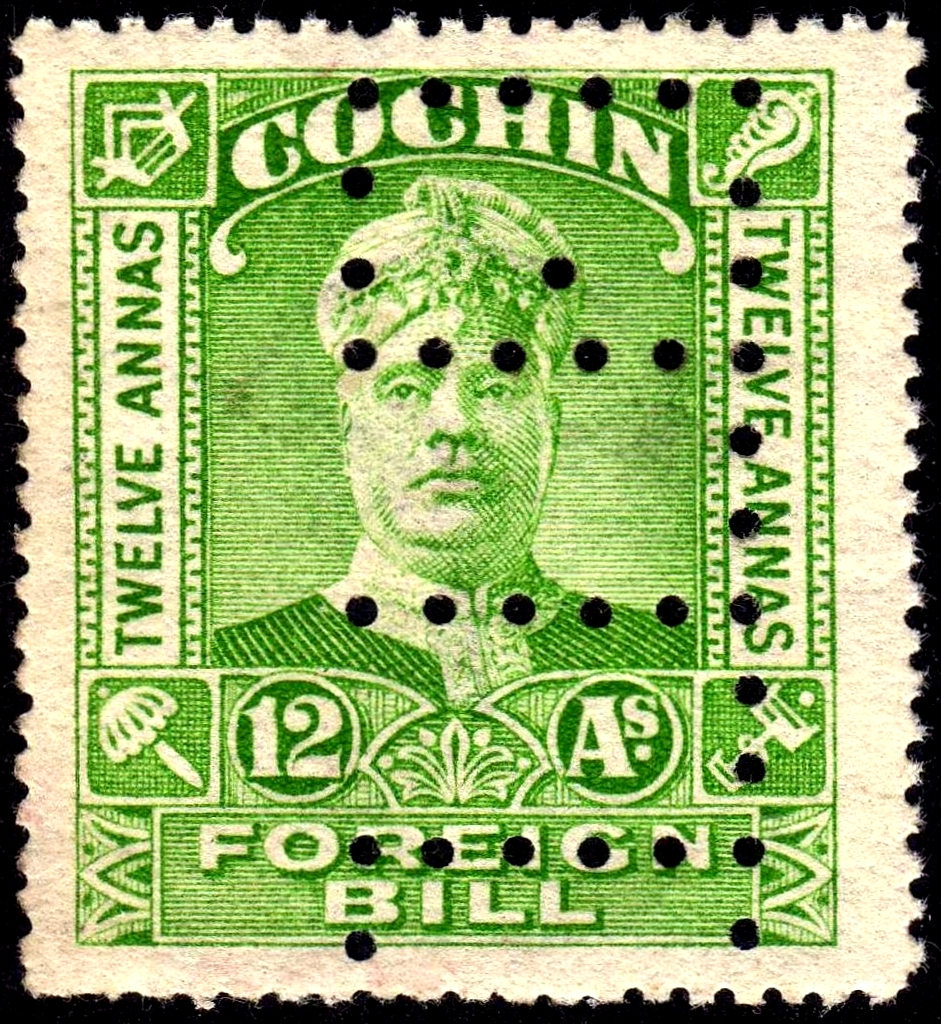
طابع إيرادات من كوشين ألغي بواسطة آلة التثقيب.
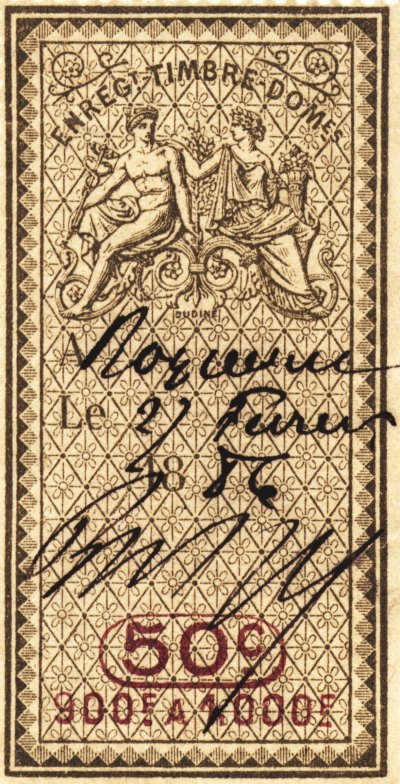
طابع إيراد فرنسي عليه إلغاء بكتابة مخطوطة.
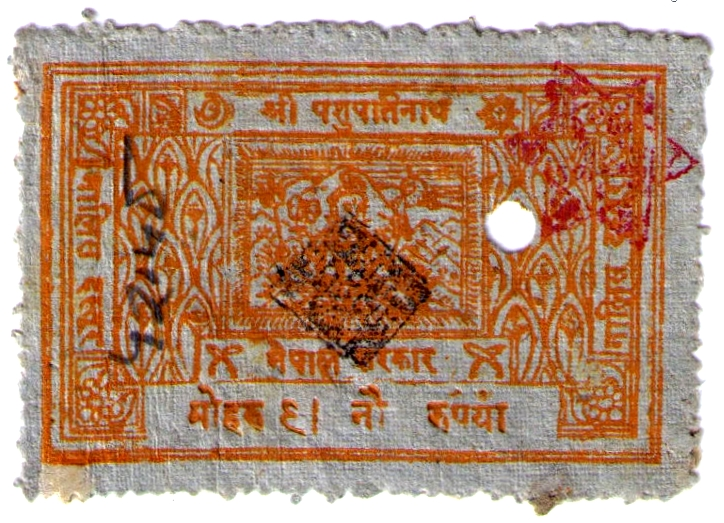
طابع إيرادات من نيبال لرسوم المحكمة مع إلغاء مثقوب بالإضافة إلى أختام يدوية.
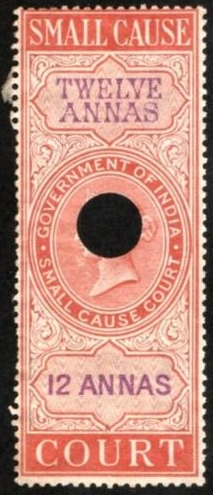
طابع عائدات هندي مع إلغاء بالثقب.

## القيمة
غالبًا ما تكون قيمة طوابع البريد الصالحة للأغراض المالية أو البريدية أقل قيمة بعد استخدامها ماليًا منها عند استخدامها بريديًا. ومع ذلك، فهي ليست بالضرورة أكثر شيوعاً بالاستعمال المالي من البريدي.